# Zagalav Abdulbekov
Zagalav Abdulbekovich Abdulbekov (en russe Загалав Абдулбекович Абдулбеков, né le 19 décembre 1945 à Karata au Daghestan) est un lutteur soviétique d'ethnie avar.
Il est champion olympique poids plume en lutte libre et double champion du monde.